# Karl Leopold von Köckritz

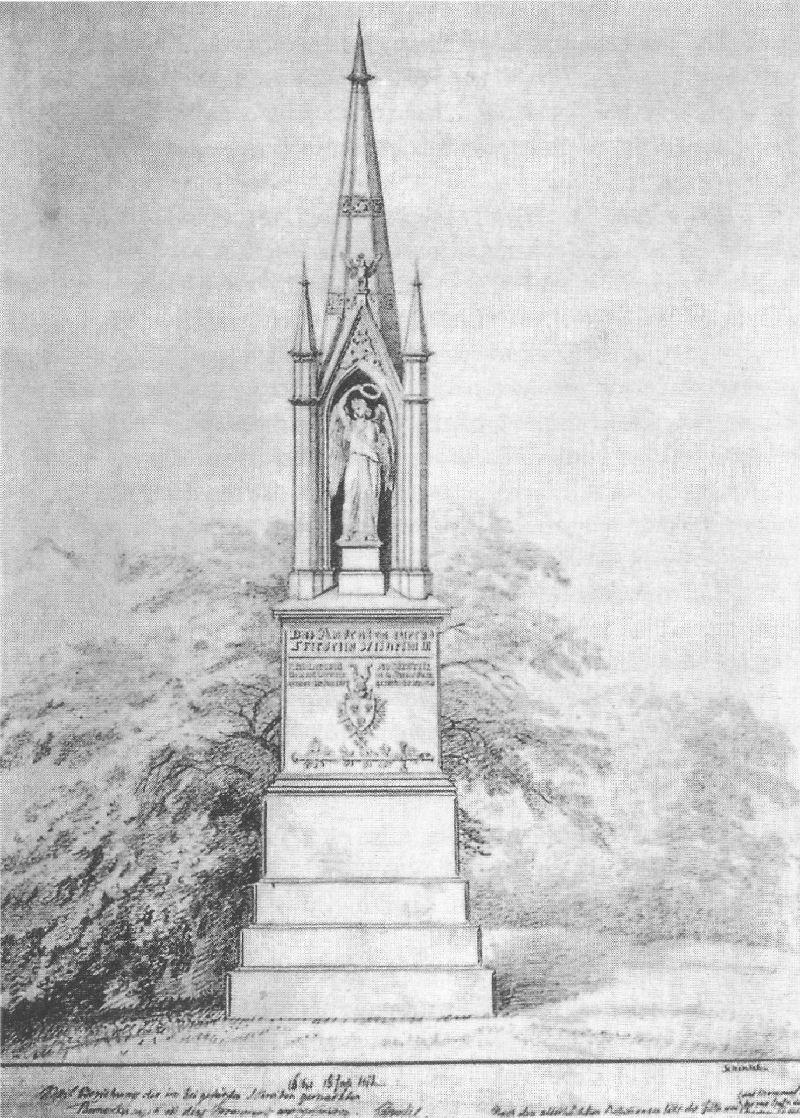
Entwurf Karl Friedrich Schinkels (um 1822) für das Grab von Karl Leopold von Köckritz, Invalidenfriedhof in Berlin

Karl Leopold von Köckritz (* 16. Juni 1744 in Zielenzig; † 30. September 1821 in Berlin) war ein preußischer Generalleutnant sowie Chef des Reitenden Feldjägerkorps.

## Leben
Karl Leopold war der Sohn von Friedrich Albrecht von Köckritz († 1761) und dessen Ehefrau Bertha Helene, geborene von Unruh.
Köckritz besuchte vom 17. Juni 1757 bis zum 14. Dezember 1761 das Berliner Kadettenhaus und trat anschließend als Gefreiterkorporal in das Grenadier-Gardebataillon Nr. 6 der Preußischen Armee ein. Im Feldzug von 1794 gegen das aufständische Polen unter Führung des Generals Tadeusz Kościuszko begleitete er den damaligen Kronprinzen und späteren König Friedrich Wilhelm III. Für das Gefecht bei Weißenburg wurde er mit dem Orden Pour le Mérite ausgezeichnet. Am 17. November 1797 wurde Köckritz Generaladjutant des Königs und als Oberst (seit 20. Mai 1798) ab 20. Mai 1801 auch Chef des Reitenden Feldjägerkorps. In dieser Stellung folgte am 20. Mai 1803 seine Beförderung zum Generalmajor. Am Vierten Koalitionskrieg nahm er in Begleitung des Königs teil, der ihn am 10. März 1809 schließlich zum Generalleutnant beförderte und ihn am 15. Dezember 1811 zum Ritter des Schwarzen Adlerordens schlug. Von seiner Stellung als Generaladjutant wurde Köckritz am 20. Dezember 1814 entbunden, blieb aber weiterhin Chef des Reitenden Feldjägerkorps.
Köckritz galt zu seiner Zeit als vollendeter Hofmann und hatte als Günstling und Berater bis 1814 großen Einfluss auf den unentschlossenen König Friedrich Wilhelm III., besonders in Personalfragen. Als Befürworter einer Allianz mit dem revolutionären Frankreich und Vertreter der „Friedenspartei“ am Hof unterschätzte er ebenso wie Außenminister Christian Graf Haugwitz und Generalfeldmarschall Karl Wilhelm Ferdinand Herzog von Braunschweig-Wolfenbüttel die imperialen Ambitionen Napoleon I. und sah stattdessen in Österreich den Hauptgegner. So kommt es zur folgenschweren Entwicklung, die Preußen außenpolitisch isoliert und in die ausweglose Situation manövriert, die in der Schlacht von Jena und Auerstedt 1806 zum Untergang der Armee und Altpreußen an den Rand des Zusammenbruchs führt.

## Im Urteil von Zeitgenossen
- Freiherr vom Stein nannte Köckritz öffentlich einen: eingeschränkten ungebildeten Kopf von gemeinen Charakter und Denkart. In der Kadettenanstalt, so Stein, „bildete sich sein beschränkter Kopf zum Repräsentanten der Gemeinheit und Untergebenheit aus, der, nur der flachsten Ansichten fähig, nichts wünschte als Ruhe und Friede von außen, Verträglichkeit im Innern, um ungestört seine Spielpartie und Tabackspfeife genießen zu können“.[1]